# Miguel Véliz
Miguel Véliz (ur. 2 września 1989) − chilijski bokser kategorii ciężkiej.

## Kariera amatorska
W listopadzie 2013 roku zdobył srebrny medal na igrzyskach boliwaryjskich w Chiclayo. W półfinale kategorii ciężkiej pokonał nieznacznie na punkty Boliwijczyka Rodrigo Carbajala, a w finale przegrał na punkty z Julio Castillo.
W marcu 2014 został wicemistrzem igrzysk Ameryki Południowej w kategorii ciężkiej. W finale przegrał nieznacznie na punkty z reprezentantem Argentyny Yamilem Peraltą.
W październiku 2014 zdobył puchar Pacyfiku w kategorii ciężkiej, pokonując w finale na punkty Kolumbijczyka Anthony'ego Solano.